# Greg Rutherford
Gregory James Rutherford, detto Greg (Milton Keynes, 17 novembre 1986), è un ex lunghista britannico, medaglia d'oro ai Giochi olimpici di Londra 2012.
È, insieme al velocista Linford Christie, l'unico uomo ad aver vinto l'oro ai Giochi olimpici, ai Campionati mondiali, agli Europei e ai Giochi del Commonwealth.

## Progressione

### Salto in lungo
| Stagione | Misura | Luogo       | Data      | Rank. Mond. |
| -------- | ------ | ----------- | --------- | ----------- |
| 2014     | 8,51 m | Chula Vista | 24-5-2014 |             |
| 2013     | 8,22 m | Eugene      | 31-5-2013 |             |
| 2012     | 8,35 m | Chula Vista | 3-5-2012  |             |
| 2011     | 8,27 m | Saint-Denis | 8-7-2011  |             |
| 2010     | 8,22 m | Nuova Delhi | 9-10-2010 |             |
| 2009     | 8,30 m | Berlino     | 20-8-2009 |             |
| 2008     | 8,20 m | Birmingham  | 12-7-2008 |             |
| 2007     | 7,96 m | Tallinn     | 22-7-2007 |             |
| 2006     | 8,26 m | Manchester  | 15-7-2006 |             |
| 2005     | 8,14 m | Kaunas      | 22-7-2005 |             |

### Salto in lungo indoor
| Stagione | Misura | Luogo       | Data      | Rank. Mond. |
| -------- | ------ | ----------- | --------- | ----------- |
| 2015/16  | 8,26 m | Albuquerque | 8-2-2016  |             |
| 2009/10  | 7,94 m | Sheffield   | 13-2-2010 |             |
| 2008/09  | 8,00 m | Torino      | 8-3-2009  |             |
| 2005/06  | 7,82 m | Bergen      | 4-2-2006  |             |
| 2004/05  | 7,64 m | Sheffield   | 13-2-2005 |             |

## Palmarès
| Anno                                  | Manifestazione          | Sede           | Evento         | Risultato | Prestazione | Note                                     |
| ------------------------------------- | ----------------------- | -------------- | -------------- | --------- | ----------- | ---------------------------------------- |
| In rappresentanza della Gran Bretagna |                         |                |                |           |             |                                          |
| 2005                                  | Europei juniores        | Kaunas         | Salto in lungo | Oro       | 8,14 m      | Miglior prestazione personale stagionale |
| 2006                                  | Europei                 | Göteborg       | Salto in lungo | Argento   | 8,13 m      |                                          |
| 2007                                  | Mondiali                | Osaka          | Salto in lungo | 21º (q)   | 7,77 m      |                                          |
| 2008                                  | Giochi olimpici         | Pechino        | Salto in lungo | 9º        | 7,84 m      |                                          |
| 2009                                  | Europei indoor          | Torino         | Salto in lungo | 6º        | 8,00 m      | Miglior prestazione personale            |
| 2009                                  | Mondiali                | Berlino        | Salto in lungo | 5º        | 8,17 m      |                                          |
| 2010                                  | Mondiali indoor         | Doha           | Salto in lungo | 11º       | 7,80 m      |                                          |
| 2011                                  | Mondiali                | Taegu          | Salto in lungo | 15º (q)   | 8,00 m      |                                          |
| 2012                                  | Giochi olimpici         | Londra         | Salto in lungo | Oro       | 8,31 m      |                                          |
| 2013                                  | Mondiali                | Mosca          | Salto in lungo | 14º (q)   | 7,87 m      |                                          |
| 2014                                  | Europei                 | Zurigo         | Salto in lungo | Oro       | 8,29 m      |                                          |
| 2015                                  | Mondiali                | Pechino        | Salto in lungo | Oro       | 8,41 m      | Miglior prestazione personale stagionale |
| 2016                                  | Europei                 | Amsterdam      | Salto in lungo | Oro       | 8,25 m      |                                          |
| 2016                                  | Giochi olimpici         | Rio de Janeiro | Salto in lungo | Bronzo    | 8,29 m      |                                          |
| In rappresentanza dell' Inghilterra   |                         |                |                |           |             |                                          |
| 2006                                  | Giochi del Commonwealth | Melbourne      | Salto in lungo | 8º        | 7,85 m      |                                          |
| 2010                                  | Giochi del Commonwealth | Nuova Delhi    | Salto in lungo | Argento   | 8,22 m      | Miglior prestazione personale stagionale |
| 2014                                  | Giochi del Commonwealth | Glasgow        | Salto in lungo | Oro       | 8,20 m      |                                          |

## Altre competizioni internazionali
2006
- 9º in Coppa Europa ( Malaga), salto in lungo - 5,98 m

2015
- Vincitore della Diamond League nella specialità del salto in lungo (21 punti)

## Riconoscimenti
- Atleta europeo dell'anno (2015)